# Убийство Яна Куцяка
Ян Куцяк (словац. Ján Kuciak; род. 17 мая 1990 года, село Штявник — умер 21 февраля 2018 года, Велька Мача) — словацкий журналист, который был найден застреленным вместе со своей подругой Мартиной Кушнировой 25 февраля 2018 года в своем доме в Велка Мача, район Галанта, Словакия. Журналистская деятельность Яна Куцяка, который работал репортёром для новостного сайта Aktuality.SK, фокусировалась в основном на расследовании налогового мошенничества нескольких предпринимателей, связанных с известными словацкими политиками. Куцяк стал первым журналистом, когда-либо убитым в Словакии. Убийство вызвало всеобщее потрясение и недоверие к власти.

## Убийство
На момент его смерти Куцяку было 27 лет. Он жил в деревне Велка Мача, около 65 км к востоку от столицы Словакии, Братиславы. Утром 25 февраля семья Куцяка вызвала полицию так как, ни Куцяк, ни его невеста не отвечали на звонки. Зайдя в дом, сотрудники полиции нашли тела Куцяка и его невесты Мартины Кушнировой. Куцяк был убит выстрелом в грудь, в то время как Кушнирова была убита выстрелом в голову. Эти убийства произошли 21 февраля.

## Последствия

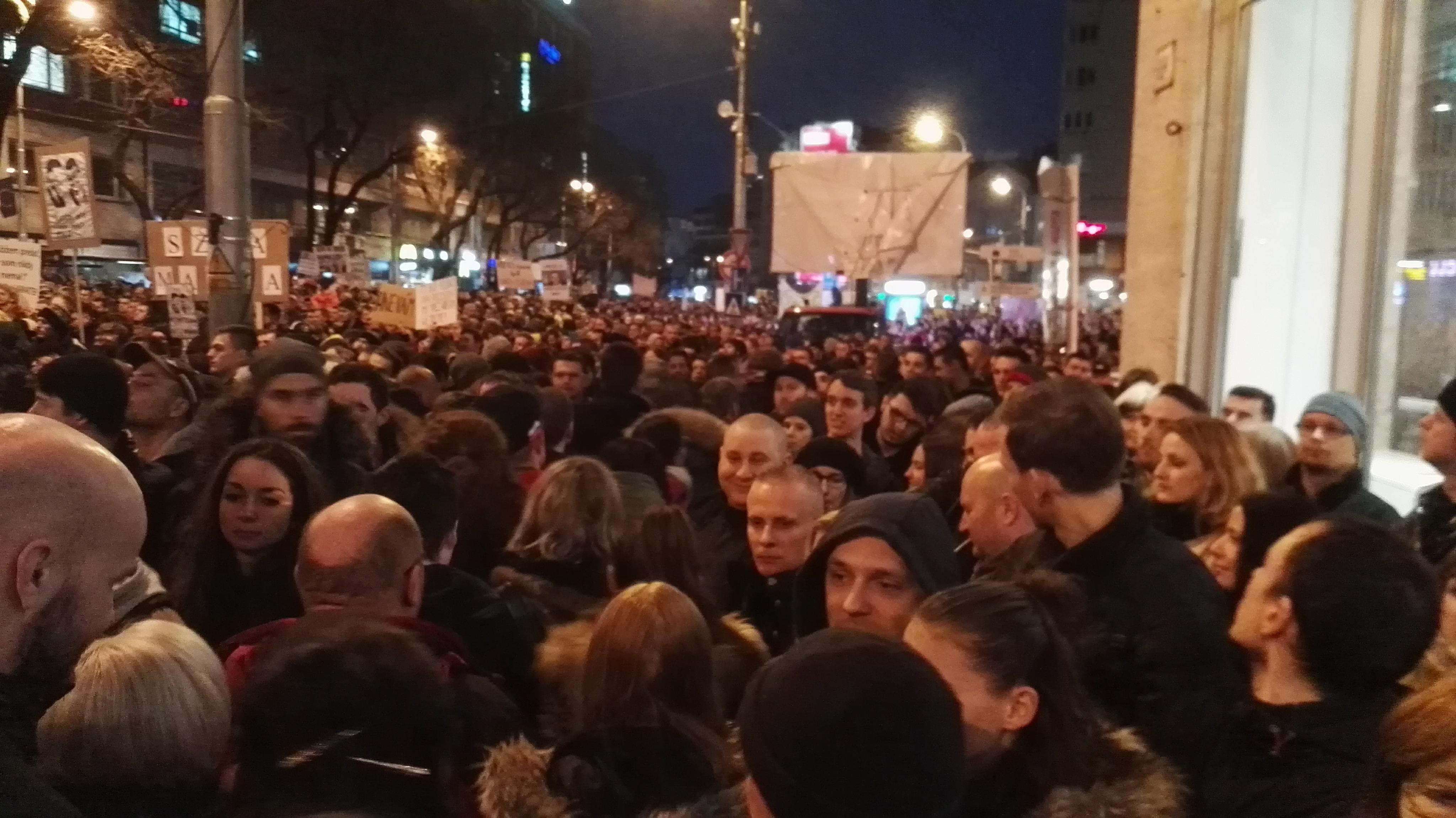
Протесты в Братиславе

Убийства вызвали значительный резонанс в Словакии. На следующий день после того, как сообщения о нём появились в новостях, по всей стране были проведены собрания для того, чтобы почтить память погибших. На площади словацкого Национального восстания в Братиславе и перед редакцией Aktuality.SK, где работал Ян Куцяк, были зажжены свечи. Подобные мероприятия были также организованы в Чехии, в Праге и в Брно. Президент Андрей Киска заявил, что он «в шоке и ужасе, что такое произошло в Словакии». Из-за резонансного убийства президент допустил возможность проведения в стране досрочных выборов.

## Расследование
В пресс-конференции утром того же дня глава словацкой полиции Тибор Гашпар заявил, что убийства «скорее всего, имеют отношение к журналистским расследованиям Куцяка». Правительство Словакии предложило 1 млн евро за информацию о убийцах. Тогдашний премьер-министр Роберт Фицо провёл пресс-конференцию вместе с министром внутренних дел Робертом Калиняком и главой полиции Тибором Гашпаром. На пресс-конфереции, которую многие описали как «сюрреалистичную», были показаны пачки банкнот на сумму в один миллион евро, который правительство обещало дать всем, кто выступит с соответствующей информацией, которая может помочь расследованию. Кроме того, премьер-министр Фицо объявил о создании межведомственной целевой группы с участием сотрудников Генеральной прокуратуры, МВД и словацкой информационной службы разведки.
На момент убийства Куцяк работал над докладом о словацких связях итальянской мафии под названием Ндрангета. Ранее он писал об организованном налоговом мошенничестве с участием бизнесменов, близких к правящей партии Смер-СД. 28 февраля Aktuality.SK опубликовал последнюю, незаконченную статью Куцяка. Она была посвящена деятельности итальянских бизнесменов, поселившихся в восточной Словакии и имеющих связи с организованной преступностью, и растрате фондов Европейского Союза, которые получал этот относительно бедный регион, а также связи итальянских бизнесменов с высокопоставленными государственными чиновниками, такими как Вильям Ясань, заместитель и секретарь Государственного Совета Безопасности Словакии, а также Мария Трошкова, бывшая топ-модель, которая стала «главным государственным советником» премьер-министра Роберта Фицо. Ясань и Трошкова временно прекратили исполнять свои обязанности в тот же день, заявив, что они вернутся на свои места после того, как расследование будет завершено. Вскоре после этого словацкий министр культуры Марек Мадярич объявил о своей отставке.
1 марта, через четыре дня после убийства, вооруженные до зубов подразделения из словацкой полиции провели обыски в нескольких местах в Восточной Словакии, а именно в городах Михаловце и Требишов. Антонино Вадала, итальянский предприниматель, указанный в  докладе Куцяка, был задержан вместе с двумя его братьями Марко и Бруно, двоюродным братом Пьетро Цапроттой и несколькими другими мужчинами итальянского происхождения.
В сентябре 2018 года было арестовано четыре человека, которых обвинили в причастности к убийству Куцяка. 30 декабря 2019 года один из них, Золтан Андруско, признавший себя виновным и согласившийся дать показания против соучастников, был приговорён к 15 годам заключения. 13 января 2020 года в убийстве Куцяка и Кушнировой признался бывший военный Мирослав Марчек. Он заявил, что был исполнителем заказного убийства и не знал своих жертв. В качестве заказчика в суде фигурировал бизнесмен Мариан Кочнер, который был фигурантом расследований Куцяка и угрожал журналисту. Кочнер и остальные обвиняемые (компаньонка Кочнера Алена Жужова и двоюродный брат Марчека полицейский Томаш Сабо) не признали вину. Хотя следствие считало заказчиком убийства Кочнера, суд оправдал его по данному обвинению и возложил ответственность за заказное убийство на Жужову, которую в мае 2023 года суд приговорил к 25 годам заключения.

## Ссылка
- Президент Словакии допустил досрочные выборы из-за резонансного убийства журналиста